# Léon (film)
Léon este un film thriller francez din 1994, regizat și scenarizat de Luc Besson, cu Jean Reno și Natalie Portman în rolurile principale.

## Distribuție
- Jean Reno în rolul lui Leone "Léon" Montana, un killer profesionist
- Gary Oldman în rolul lui Norman Stansfield, un agent DEA corupt
- Natalie Portman în rolul Mathildei, o fată de 12 ani
- Danny Aiello în rolul lui Tony
- Michael Badalucco în rolul tatălui Mathildei
- Ellen Greene în rolul mamei Mathildei
- Peter Appel în rolul lui Malky
- Willi One Blood în rolul lui Blood
- Don Creech în rolul lui Neal
- Adam Busch în rolul lui Manolo
- Samy Naceri în rolul ofițerului SWAT
- Keith A. Glascoe în rolul lui Benny
- Randolph Scott în rolul lui Jordon
- George Martin în rolul recepționistului
- Elizabeth Regen în rolul surorii Mathildei
- Carl J. Matusovich în rolul fratelui Mathildei
- Frank Senger în rolul lui Fatman
- Lucius Wyatt Cherokee în rolul lui Tonto
- Maïwenn în rolul fetei blonde[5][6]